# Nyagonga (periodiskt vattendrag i Gitega)
Nyagonga är ett periodiskt vattendrag i Burundi.   Det ligger i provinsen Gitega, i den centrala delen av landet, 60 km öster om huvudstaden Bujumbura.
Omgivningarna runt Nyagonga är huvudsakligen savann. Runt Nyagonga är det tätbefolkat, med 343 invånare per kvadratkilometer.